# Margaret Morris
Margaret Morris (geboren 1891 in London; gestorben 29. Februar 1980 in Glasgow) war eine britische Schauspielerin und Tanzpädagogin.

## Leben
Margaret Morris bereits in jungen Jahren als Schauspielerin auf und studierte klassisches Ballett. 1909 lernte sie Raymond Duncan kennen, den Bruder der Tänzerin Isadora Duncan. Er brachte ihr die „griechischen Positionen“ bei, die Duncan von Vasen und Wandmalereien des alten Griechenlands rekonstruiert hatte. Diese Grundpositionen, die die natürliche Oppositionsbewegung des Körpers betonen, übernahm Morris und machte sie zur Basis ihres eigens entwickelten Tanzsystems, das wir heute als die Margaret Morris Methode (MMM) kennen. Bereits 1910 eröffnete sie ihre erste Schule in London und wurde Londons jüngste Schauspielerin/Managerin mit einem eigenen Theater in Chelsea.
Als sie eine beträchtliche Besserung der allgemeinen Gesundheit ihrer Schüler feststellte, begann Morris sich für die heilenden und therapeutischen Möglichkeiten ihrer Methode zu interessieren. Sie studierte und qualifizierte sich zur Physiotherapeutin. Sie entwickelte darüber hinaus ein System, Bewegungen schriftlich zu notieren (Tanzschrift). Ihre Methode verbreitete sich in den 1920er- und 30er-Jahren, bis Margaret Morris 1939, bei Ausbruch des Zweiten Weltkrieges, mit ihrem Mann nach Glasgow zog. Dort gründete sie das Celtic Ballet of Scotland, das nach Kriegsende Tourneen in Frankreich und den Vereinigten Staaten unternahm. Der Erfolg dieser Gruppe führte 1960 zur Gründung des Scottish National Ballet.
Der Tod ihres Mannes im darauf folgenden Jahr zwang sie, ihre Pläne aufzugeben. Sie kehrte nach London zurück, um dort die Methode Margaret Morris, die in den Kriegs- und Nachkriegsjahren zersplittert war, wieder neu zu beleben.
Margaret Morris starb am 29. Februar 1980 in Glasgow. Ihr war noch die Genugtuung vergönnt zu erleben, dass MMM inzwischen zu einer internationalen Organisation gewachsen war. Nach dem Tod von Margaret Morris setzte Jim Hastie (1936–2010), Life President / Artistic Director, ihre Arbeit fort. Die Methode Margaret Morris und ihre Verbreitung wird nun im Wesentlichen von der International Association of MMM Ltd. organisiert.

## Schriften
- Margaret Morris dancing (1925)
- The Notation of Movement (1928)
- My Galsworthy Story (1967)
- My Life in Movement (1969) ISBN 0-7206-5208-1
- Creation in Dance and Life (1972)
- The Art of J D Fergusson (1974)

| Personendaten    | Personendaten                              |
| ---------------- | ------------------------------------------ |
| NAME             | Morris, Margaret                           |
| KURZBESCHREIBUNG | britische Schauspielerin und Tanzpädagogin |
| GEBURTSDATUM     | 1891                                       |
| GEBURTSORT       | London                                     |
| STERBEDATUM      | 29. Februar 1980                           |
| STERBEORT        | Glasgow                                    |